# Song for the Lonely
«Song for the Lonely» (спочатку називалася «(This is) A Song for the Lonely») — пісня американської співачки Шер з її двадцять четвертого студійного альбому «Living Proof» (2001). Пісню написали Марк Тейлор (також продюсував), Пол Беррі та Стів Торч. «Song for the Lonely» вийшла 19 березня 2002 року як другий міжнародний сингл альбому, а у Північній Америці — як його головний сингл, випущений «Warner Bros. Records» та «WEA». «Song for the Lonely» — це танцювальна поп-пісня, яка спочатку була написана як пісня про кохання, але після терактів 11 вересня Шер зрештою побачила у ній інший сенс.
«Song for the Lonely» отримала позитивні відгуки, музичні критики хвалили її проникливий текст та ритм. З комерційного погляду пісня мала незначний успіх в чарті США «Billboard Hot 100», досягши 85-го місця, але очолила чарти танцювальних та електронних синглів та танцювальних клубних пісень. Пісня також увійшла до «топ-40» чартів Чехії та Румунії. Музичне відео до «Song for the Lonely» записали у Нью-Йорку під керівництвом Стью Машвіца, воно зображує Шер, що йде вулицями міста, проходячи кріз епохи, починаючи з 18 століття й до наших днів, збираючи з собою людей відповідних часів. Для просування пісні Шер виконала її на церемонії вручення нагород «American Music Awards» 2002 року, «Нічному шоу з Джеєм Лено», а пізніше включила її до сет-листів свого «Living Proof: The Farewell Tour» (2002—05) та виступів у своїй концертній резиденції «Cher» (2008—11).

## Передумови та реліз
Шер записала «Song for the Lonely» влітку 2001 року в Лондоні, маючи намір включити її до свого двадцять четвертого студійного альбому «Living Proof» (2001). За визнанням співачки, пісня відразу стала найулюбленішим треком альбому. Однак після терактів 11 вересня вона почала дивитися на пісню по-іншому. В інтерв'ю на телепередачі «Шоу Ларрі Кінга» Шер розповіла, що після теракту вона прослуховувала записані треки до альбому і коли почалася «Song for the Lonely», вона раптом зрозуміла, що ця пісня набула для неї зовсім іншого значення, особливо через рядок «коли герої закохуються та воюють, вони живуть вічно». Шер прокоментувала, що «Song for the Lonely» була однією з найкращих пісень, які їй колись доводилося співати, бо, за словами співачки, перед терактами «ми все ще жили у світі наївності» до нападів. Після цього у примітках обкладинки альбому вказали, що «Song for the Lonely» «присвячується мужнім мешканцям Нью-Йорка, особливо пожежникам, поліції,
меру Джуліані, губернатору Патакі та моїй подрузі Ліз».
Реакція публіки на «Song for the Lonely» з моменту виходу була позитивною. Джеймс Лонтен, менеджер магазину «Borders Books & Music» у Нью-Йорку, який продавав альбом «Living Proof» з моменту його європейського релізу, прокоментував: «Само собою зрозуміло. Ми програємо трек у магазині, і він буквально зупиняє людей на місці. Це миттєво впливаюча, дуже емоційна пісня». Джон Булос, старший віце-президент з просування «Warner Bros. Records» прокоментував, що вони не використовували теракти 11 вересня як аргумент на користь продажу синглу, але вони привернули увагу людей до нього. «Ми просто відчуваємо, що у нас є неймовірна пісня по-справжньому легендарної виконавиці. Це досить потужна комбінація, щоб вивести її у світ», — сказав він. «Song for the Lonely» стала головним американським синглом «Living Proof», випущеним 19 березня 2002 року. У європейських та міжнародних виданнях «Living Proof» пісня вказувалася як «(This Is) A Song for the Lonely».

## Композиція
«Song for the Lonely» — танцювальна поп-пісня з гітарним супроводом. Марк Тейлор та Пол Беррі, які також працювали над попереднім хітом Шер «Believe» (1998), написали трек, «надаючи пісні шалену наполегливість, що вистрибує з колін та змиє сірість будь-якого зимового дня», писав Чак Тейлор із «Billboard». Музичний оглядач також зазначив, що відсутність вокодера, який став візитівкою пісень Шер, дозволило співачці «заохочувати посмішку» зі вступними нотами, поки пісня не дійшла до приспіву, який, за словами Тейлора, став одним із найзапам'ятовуваних з часів пісні гурту «Hanson», «MMMBop» (1997) та «вибухає в ритмічну істерику». Коли Шер записувала цей трек, вона думала про нього як пісню про кохання, але після терактів 11 вересня співачка відчула, що пісня підходить саме для цього випадку. «Оскільки світ так сильно змінився, тексти пісень мають іншу вагу. Вони важчі, але водночас втішні. За останній місяць або близько того кілька людей сказали мені, що пісня допомогла їм упоратися. Який скромний комплімент», — прокоментувала вона. Тоні Перегрін з «PopMatters» зазначив, що пісня передає «болісне емоційне та похмуре послання».

## Оцінки критиків
«Song for the Lonely» отримала загалом позитивні відгуки музичних критиків. Під час огляду «Living Proof» Майкл Паолетта з «Billboard» прокоментував, що ця пісня була «надихаючим джемом, який заслуговує на те, щоб потрясти світ так само, як це зробила „Believe“». В окремому огляді синглу Чак Тейлор з того ж журналу висловив думку, що «будь-хто, хто вважав, що „Believe“ була просто удачею в оціночному аркуші Шер довжиною з милю, співатиме іншу мелодію після одного оберту життєстверджуючої пісні „(This Is) A Song for the Lonely“ [ sic ]», тому що «цей трек насправді настільки гарний, що можна сперечатися про те, чи справді він перевершує попереднього переможця». Він закінчив свій огляд, написавши: «Боже, ця „Song for the Lonely“ постійний еліксир від усього, що вас турбує, весела метушня з таким масовою привабливістю, що її місце на вершині чартів здається зрозумілим».
Керрі Л. Сміт із «AllMusic» похвалила пісню, сказавши: «Шер робить невелику перерву у своїх роздумах про кохання, щоб присвятити сміливий вступний трек „Song for the Lonely“ на честь трагедії 11 вересня». Баррі Волтерс з «Rolling Stone» також погодився, написавши, що пісня «явно має намір нагадати про 11 вересня», додавши, що «цей благородний матеріал, що виходить від навмисно навіженої діви на мільярд доларів, здаэться з розрахунком, особливо коли він представлений у такій блискучій, шоу-бізнес упаковці». Гордон Ешенхерст з «Metro Weekly» назвав пісню «надихаючим головним синглом», а Сел Чінквемані з «Slant Magazine» зазначив, що у пісні співачка «мудро відмовляється від таких (що інакше вітаються) електронних витівок на користь чистого і пристрасного виконання». Тоні Перегрін з «PopMatters» назвав пісню «заразливим, енергійним треком, який пливе хвилями передбачуваних синтезаторних педів і пульсуючих бітів».

## Комерційний успіх
У Сполучених Штатах «Song for the Lonely» одразу посіла своє максимальне 85-е місце під час дебюту у чарті «Billboard Hot 100», з'явившись там 6 квітня 2002 року. Пісня провела шість тижнів у цьому чарті. Тоді як в інших спеціалізованих чартах пісня посіла вищі місця, зокрема, вона очолила «Hot Dance Singles Sales» та «Dance Club Songs», потрапила у «Adult Contemporary», де її максимальним показником стало входження у «топ-20», і потрапила до «топ-40» рейтингів «Adult Top 40» та «Mainstream Top 40». «Song for the Lonely» також досягла 18-го місця в цифрових чартах Канади, і хоча вона була випущена тільки у Північній Америці, в Румунії вона досягла 39-го місця.

## Музичне відео
Музичне відео, що супроводжує «Song for the Lonely», зняв Стью Машвіц на вулицях Нью-Йорка в грудні 2001 року. Режисер-початківець і ентузіаст архітектури Машвіц відправив «Warner Bros. Records» ідею для відео, яке показує екскурсію історією Нью-Йорка під керівництвом Шер, що ілюструється декількома епізодами уповільненого знімання з використанням комп'ютерної графіки у вигляді появи та підняття вгору перед глядачами великих будівель міста. Отримавши звістку про затвердження через особисту симпатію співачки до проєкту, Машвіц розпочав знімання у наступні тижні. Для фільмування відео знімальна група отримала спеціальний дозвіл від офісу мера Руді Джуліані на живе відтворення пісні на вулицях Мангеттена, хоча ця практика на той час була оголошена поза законом.
Для знімання Шер нафарбувалася сама, тоді як її візажист Кевіна Окойн ніде не з'являвся через боротьбу зі смертельною хворобою. Для деяких етапів знімання відео було потрібне задимлення вулиці, яке створювалося за допомогою гучної роботи відповідних машин. Оскільки у пам'яті гродян ще були свіжими та болючими спогади про теракт, до поліції почали надходити скарги на задимлення. Офіцер поліції, який чергував на перехресті де знімалося відео, повідомив, що знімальній групі доведеться відключити атмосферні ефекти, хоча було потрібно зняти ще один епізод. Режисер вирішив цю проблему, зробивши для поліцейського знімок Шер на пам'ять на «полароїді» із її підписом, після чого вони змогли відзняти останню сцену з задимленням.
Відео починається в тонах сепії, де Шер іде вулицями Нью-Йорка. Хоча дія відео спочатку відбувається у 18 столітті, співачка одягнена в сучасний одяг. Потім відео переходить у чорно-біле, а далі у кольорове, оскільки час його дії змінюється на 19 століття, таким чином, проходячи через різні епохи, події доходять до 20 століття. Під час зміни епох демонструється будівництво будинків навколо Нью-Йорка. Окрім цього у відео є кадри де Шер одягнена у біле, а також знімання Нью-Йорка з повітря. Під час проходження різних часових етапів розвитку міста протягом відео, до Шер, коли вона йде вулицями, приєднуються люди відповідних епох. Відео завершується Шер із зібранням людей усіх епох. 2002 року відео було випущено на VHS для просування США. Існує альтернативна версія відео до «Song for the Lonely», яка була включена до DVD «The Very Best of Cher: The Video Hits Collection» (2004).

## Живе виконання
З метою просування пісні і альбому «Living Proof», Шер виконувала її на низці різних заходів. Вона відкрила церемонію вручення нагород «American Music Awards» 9 січня 2002 року виконанням пісні у супроводі танцюристів і у світлій перуці. Також для просування пісні, Шер виконувала її на «Шоу Розі О'Доннелл», «Нічному шоу з Джеєм Лено», «Шоу Опри Вінфрі», «Пізньому шоу з Девідом Леттерманом» і у рамках концерту «VH1 Divas». Пізніше Шер додала пісню у сет-лист виступів 2002–05 років «Living Proof: The Farewell Tour». Під час перших чотирьох етапів туру пісня була другою в сет-листі; виконання пісні починалося, коли танцюристи співачки знімали її головний убір та мантію, під яким був відвертий жилет та розшиті бісером шаровари. Після відмови від виконання «Song for the Lonely» протягом п'яти наступних етапів туру, вона була повторно додана у сет-лист останнього концерту у «Hollywood Bowl» у Лос-Анджелесі 2 травня 2005 року, де вона використовувалася як фінальна пісня туру. Шер також виконувала цю пісню протягом кількох тижнів у своїй концертній резиденції «Caesars Palace» у Лас-Вегасі, штат Невада, у 2008—2011 роках.

## Використання у масовій культурі
У 2005 році «Song for the Lonely» використовували у всьому світі в телевізійній рекламі «Weight Watchers», що показує жінок із надмірною вагою. Однак вибір пісні, яка передбачала, що жінки з надмірною вагою зневірилися, самотні й нелюбимі, викликав невдоволення, і незабаром рекламу відредагували й включили лише інструментальну частину пісні. «Song for the Lonely» також увійшла до мюзиклу «The Cher Show» (2018). Запис пісні також використовувалася у бродвейському мюзиклі «Кривавий Кривавий Ендрю Джексон».

## Трек-лист
Американський CD-максі сингл
1. «Song for the Lonely» (Almighty Mix) — 8:46
2. «Song for the Lonely» (Illicit Vocal Mix) — 8:09
3. «Song for the Lonely» (Thunderpuss Club Mix) — 8:43
4. «Song for the Lonely» (Thunderpuss Sunrise Mix) — 8:25
5. «Song for the Lonely» (Almighty Radio Edit) — 3:34
6. «Song for the Lonely» (Illicit Radio) — 3:51
7. «Song for the Lonely» (Thunderpuss Club Mix Radio Edit) — 4:06

## Учасники запису
Учасники запису вказані згідно з примітками обкладинки альбому «Living Proof» і CD-максі синглу.
- Шер — вокалCher — vocals
- Марк Тейлор — автор пісні, продюсер, мікшування
- Пол Беррі — автор пісні, гітара
- Стів Торч — автор пісні
- Трейсер Акерман — бек-вокал
- Адам Філліпс — гітара
- Джон юк Юн — асистент
- Крістіан Сент Вел — асистент
- Нейл Такер — асистент
- SMOG Design, Inc. — арт-керівництво, дизайн
- Беррі Гошко — арт-директор

## Чарти
| Чарт (2002)                                      | Позиція |
| ------------------------------------------------ | ------- |
| Канада (Nielsen SoundScan)                       | 18      |
| Чехія (IFPI)                                     | 13      |
| Румунія (Romanian Top 100)                       | 39      |
| США (Billboard Hot 100)                          | 85      |
| США (Adult Contemporary) (Billboard)             | 11      |
| США (Adult Top 40) (Billboard)                   | 31      |
| США (Dance/Electronic Singles Sales (Billboard)) | 1       |
| США (Hot Dance Club Songs) (Billboard)           | 1       |
| США (Hot 100 Singles Sales (Billboard]]))        | 7       |
| США (Mainstream Top 40) (Billboard)              | 38      |

| Чарт (2002)                        | Позиція |
| ---------------------------------- | ------- |
| Канада (Nielsen SoundScan)         | 180     |
| США (Dance/Electronic (Billboard)) | 3       |
| США (Dance Club Songs (Billboard)) | 28      |
| США (US Hot 100 (Billboard))       | 37      |